# Carla Strauß
Carla Strauß (* 28. Februar 1944; † 18. Februar 2016) war eine deutsche Tischtennisspielerin. Sie gewann zweimal die DDR-Meisterschaft. Zudem wurde sie Senioren-Weltmeister im Doppel.

## Erfolge Erwachsene
In den 1960er Jahren spielte Strauß beim Verein SC Motor Jena. In dieser Zeit erzielte sie im Doppel mit Elke Richter (später Elke Hamel) mehrere Erfolge. Mit ihr gewann sie 1964 und 1965 die DDR-Meisterschaft, 1963 und 1966 standen sie im Endspiel. Weitere vordere Platzierungen stellten sich in den 1970er Jahren ein:
- 1974:  Zweiter im Doppel mit Gabriele Geißler
- 1975:  Zweiter im Mixed mit Dieter Stöckel
- 1978:  Zweiter im Doppel mit Rita Schröder
- 1979:  Zweiter im Mixed mit Dieter Stöckel
- 1980:  Zweiter im Doppel mit Diane Rösler

1965 wurde Strauß für die Weltmeisterschaft nominiert. Hier gewann sie im Einzel gegen Marie-France Petre (Belgien) und Vera Arslanagic (Jugoslawien) und schied dann gegen die Japanerin Naoko Fukazu aus. Im Doppel mit Elke Richter kam sie durch Siege über Eva Banhidy/Christine Shepherd (Australien) und Eleonora Vlaicov/Viorica Ivan (Rumänien) zwei Runden weiter. Danach unterlagen sie Chou Li-ling/Chou Paochin (China). Das Mixed mit Peter Fähnrich verlor sie in der ersten Runde gegen Eberhard Schöler/Agnes Simon (Deutschland). Mit der DDR-Damenmannschaft erreichte sie Platz zehn.
1972 spielte Strauß beim Verein Fortschritt Thalheim, um 1988 bei Motor Zwönitz, in den 1990er Jahren bei SG Aufbau Chemnitz sowie ab 2012 wieder in Thalheim bei SV Tanne Thalheim.

## Seniorensport
Strauß trat bei zahlreichen nationalen und internationalen Seniorenturnieren an. Hier spielte sie regelmäßig Doppel mit ihrer früheren Partnerin Elke Hamel (früher Elke Richter). Mit ihr gewann sie die Senioren-Europameisterschaft 1995 in der Altersklasse Ü50. Ein Jahr später wurden sie Seniorenweltmeister. Weitere Medaillen:
- 2003: Deutsche Meisterschaft Ü50: Gewinn des Doppels[7]
- 2004: Europameisterschaft Ü60: Platz drei im Doppel, Platz zwei im Mixed mit Gerhard Lenzer
- 2005: Europameisterschaft Ü60: Platz drei im Doppel[8]

## Privat
Auch Carlas Schwester Uta Strauß gehörte in den 1960er Jahren zur DDR-Spitze.

## Turnierergebnisse
| Verband | Veranstaltung     | Jahr | Ort       | Land | Einzel    | Doppel    | Mixed     | Team |
| ------- | ----------------- | ---- | --------- | ---- | --------- | --------- | --------- | ---- |
| GDR     | Weltmeisterschaft | 1965 | Ljubljana | YUG  | letzte 64 | letzte 16 | letzte 64 | 10   |